# Burgstall Buschel
Die im Volksmund Burgstall Buschel genannte Höhenburg ist eine unbekannte abgegangene vermutlich frühmittelalterliche Wallanlage auf 430 m ü. NHN, der im Süden eine hochmittelalterliche Turmhügelburg (Motte) folgte, und die sich einst südöstlich von Treuchtlingen am Rande des Burgstallberges erhob. Der heutige Ringwall befindet sich in etwa 430 Meter Entfernung von der historischen Ortsmitte von Treuchtlingen im Landkreis Weißenburg-Gunzenhausen in Bayern, Deutschland. Über die Geschichte dieser Wallburg und die der Höhenburg ist bis heute nichts bekannt. Heute sind von dem als Bodendenkmal geschützten Objekt noch der Ringwall, weitere Wälle sowie Gräben und möglicherweise die Stelle einer Turmhügelburg sichtbar.

## Geschichte
Die Gründungszeit dieser Burg ist nicht bekannt, da aber bei einer Ausgrabung in den Jahren 1896 und 1897 durch General von Popp frühmittelalterliche Keramikscherben gefunden wurden, ist eine Errichtung während dieser Zeit denkbar. Auch die Bauform der Anlage spricht für diese Datierung. Allerdings gibt es auch Funde, die aus der Jungsteinzeit stammen, so dass dieser Berg auch schon in dieser Zeit aufgesucht wurde.
Der unmittelbar südlich der Wallanlage befindliche Turmhügel dagegen ist in die Zeit des Hochmittelalters zu setzen. Die Motte war wohl der Sitz des Ortsadels, bis dieses Geschlecht dann auf die im Jahr 1346 als „Nidern Veste“, also Niedere Veste, das heutige Stadtschloss Treuchtlingen im Ort umzog.

## Beschreibung
Der Ringwall befindet sich an der Spitze eines nach Nordwesten gerichteten Spornes des Weinberges, des sogenannten Burgstallberges in der Waldabteilung Burgställein. Dieser Sporn ist nach Westen durch den steil zum Tal der Altmühl abfallenden Hang geschützt, auch nach Norden fällt der Berghang steil in ein ehemaliges Sumpfgelände ab.
Die ovale, von Nordost nach Südwest gerichtete Wallanlage hat einen Durchmesser von etwa 110 mal 80 Meter. Ihre Nordwest- und ihre Nordostseite folgen dem Berghang, die restlichen, nur wenig Steil abfallenden Seiten, werden von einem halbkreisförmigen Wallteil geschlossen. An der Ostseite dieses Ringwalles ist ihm noch ein weiterer halbkreisförmiger Wall angeschlossen, der im Norden an dem inneren Wallring beginnt und im Süden etwa im rechten Winkel an den südlichen Teil des Ringwalls anschließt. Diesen beiden Anlagenteile wurden an den am meisten angriffsgefährdeten Seiten im Osten und im Süden durch einen Graben mit Außenwall geschützt, über den südlichen Wallteil verläuft heute ein Waldweg. Dieser Außenwall besteht, im Gegensatz zu den beiden aus Trockenmauern gebildeten inneren Wällen, nur aus einer Erdanschüttung.
Bei den Ausgrabungen in den Jahren 1896/97 wurden an mehreren Stellen des Walles Schnitte angelegt, die eine bis zu zwei Meter starke Trockenmauer zum Vorschein brachten. Diese Mauer aus Bruchsteinen wurde durch Lehm und Sand verbunden. Nach Schätzungen des Mauerschuttes betrug die einstige Höhe der Mauer etwa 2,50 Meter, heute soll sie noch 1,50 Meter hoch anstehen. Des Weiteren soll damals auch eine offene Herdstelle im südwestlichen Bereich des inneren Wallringes in einer Bodensenke gefunden worden sein, sie war durch größere Steinblöcke gebildet worden, im Umkreis befanden sich Reste von Holzkohle, Tierknochen und Keramikscherben.
Der etwa 145 Meter südlich im Wiesengelände gelegene und heute mit Bäumen bestandene Turmhügel hat einen ovalen Grundriss mit einem größten Durchmesser von etwa 30 Metern. Seine Hänge wurden abgesteilt, und ihm Osten wurde ihm ein halbkreisförmiger Wall vorgelegt.